# Bozendo

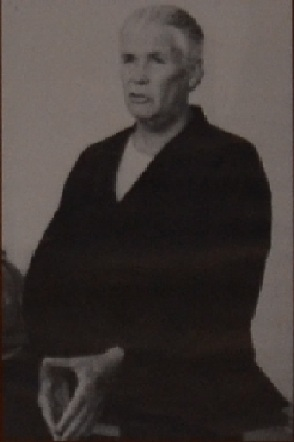
Maître Francis Vigoureux.

Le bozendo (棒 禅 道) est un art martial qui se pratique avec un bō (bâton long) de 1,50 m.
C'est un art martial né de la synthèse de différentes disciplines martiales chinoises et japonaises (P'ou Kia Tao, wushu, judo, jujitsu, yawara, kendo) que maître Francis Vigoureux (1913-1988) a pu pratiquer lors de son séjour en Chine et au Japon, entre 1930 et 1941.  
Maître Francis Vigoureux a créé puis développé le bozendo en France, entre 1970 et 1988. 
Le bâton se tient à deux mains ou à une seule main, et le pratiquant peut ainsi réaliser des manipulations dissuasives, des attaques, projections, esquives et désarmements. Les neuf principes du bozendo sont :
- iti-kyo : manipulations
- ni-kyo : techniques de combat de base
- san-kyo : techniques de combat pour ceintures noires (art des esquives)
- yon-kyo : techniques de combat pour experts (art du vide)
- go-kyo : désarmements
- roku-kyo : projections et clés
- siti-kyo : ukemi et techniques au sol
- hati-kyo : techniques de déplacements
- ku-kyo : katas

Comme son nom l'indique, le bozendo est la voie du zen au travers de la pratique du combat au bâton long. 
Il ne s'agit point d'une école zen et, par zen, il faut comprendre : respect de la vie, respect des autres et de soi-même, recherche de la simplicité et du bon comportement, entre autres choses.